# 1788 en musique classique
| \| • Retour à la chronologie générale de la musique classique • \| |
| Grèce • Rome • Haut Moyen Âge • VIIIe siècle • IXe siècle • Xe siècle • XIe siècle XIIe siècle • XIIIe siècle • XIVe siècle • XVe siècle • XVIe siècle • XVIIe siècle XVIIIe siècle • XIXe siècle • XXe siècle • XXIe siècle |
| • Retour à la chronologie générale de la musique classique • |

| Années en musique classique : 1785 - 1786 - 1787 - 1788 - 1789 - 1790 - 1791    |
| Décennies en musique classique : 1750 - 1760 - 1770 - 1780 - 1790 - 1800 - 1810 |

## Événements
- 12 janvier : Iphigénie en Aulide, opéra de Luigi Cherubini, créé à Turin.
- 15 mars : Amphitryon, opéra d'André Grétry, créé à la Cour de Versailles. La première publique sera donnée le 15 juillet.
- Juillet-août : Le compositeur autrichien Mozart compose en moins de 7 semaines trois symphonies (no 39 en mi bémol, en no 40 en sol mineur et no 41 Jupiter).
- 1er décembre : Démophon, opéra de Luigi Cherubini, créé à l'Opéra de Paris.
- 2 septembre : Mozart compose plusieurs canons dont Lacrimoso son'io K. 555, Caro bell'idol mio K. 562.
- La meunière ou L'amour contrarié (La Molinara o l'Amor contrastato), opéra-bouffe de Giovanni Paisiello, créé à Naples.
- 90e symphonie en ut majeur et 91e symphonie en mi bémol majeur de Joseph Haydn.
- 3 quatuor pour clavier, flûte et alto de Carl Philipp Emanuel Bach.

## Naissances

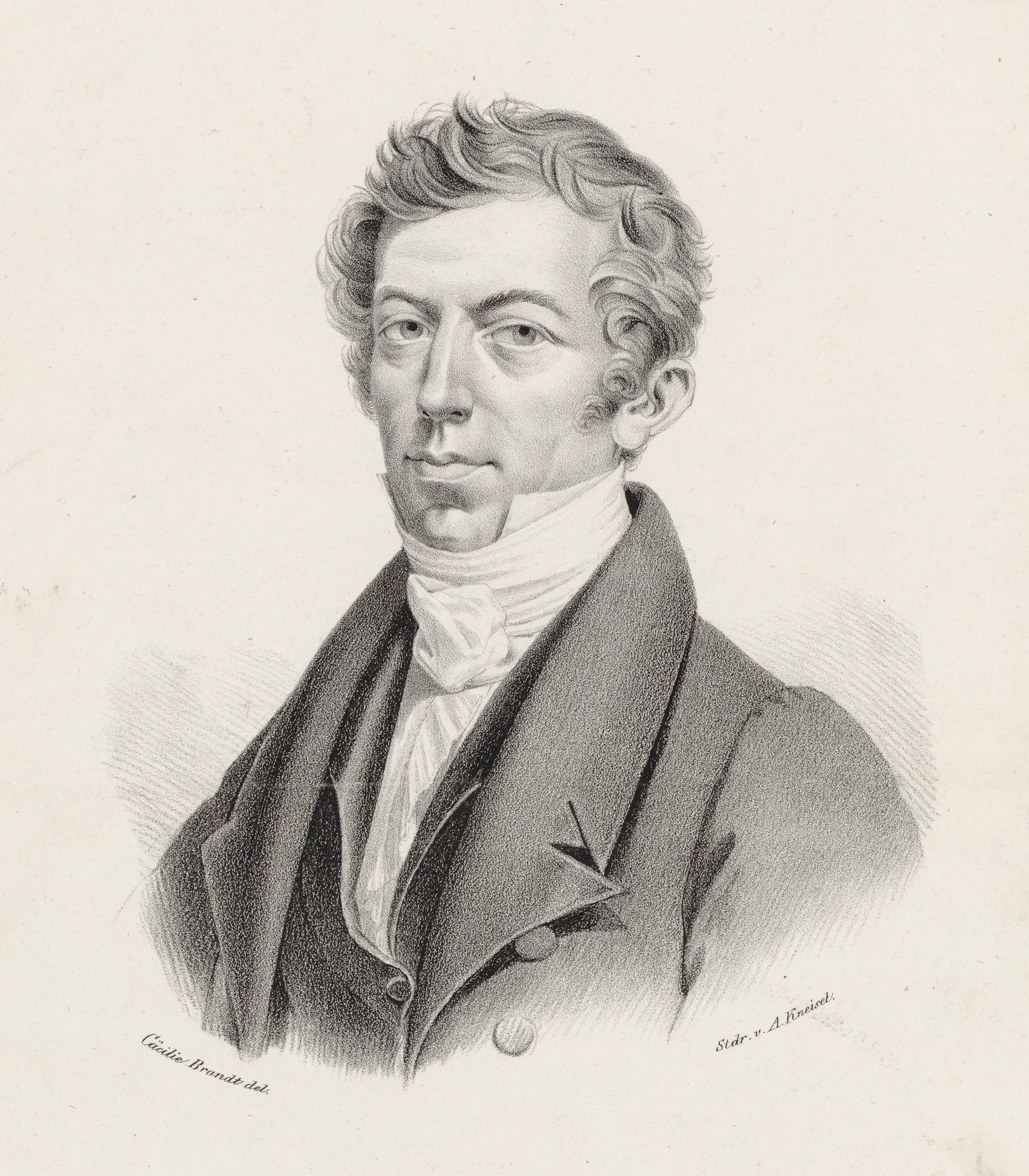
Johann Peter Pixis

- 3 janvier : Charles Barizel, bassoniste et pédagogue français († 25 mai 1850).
- 10 février : Johann Peter Pixis, pianiste et compositeur allemand († 22 décembre 1874).
- 25 février : Mateo Ferrer, compositeur espagnol († 4 janvier 1864).
- 5 juillet : Caspar Ett, organiste et compositeur allemand († 16 mai 1847).
- 26 août : Aloys Schmitt, compositeur, professeur de musique et pianiste allemand († 26 juillet 1866).
- 11 octobre : Simon Sechter, organiste, chef d'orchestre, compositeur autrichien († 10 septembre 1867).
- 6 novembre : Giuseppe Donizetti, musicien italien († 12 février 1856).
- 18 décembre : Camille Pleyel, compositeur et directeur de compagnie français († 4 mai 1855).

Date indéterminée
- Theodor Lachner, organiste et compositeur allemand († 23 mai 1877).

## Décès

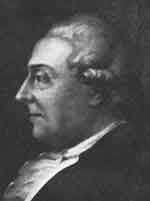
Giuseppe Bonno

- 12 janvier : Gaetano Latilla, compositeur et musicien italien (° 12 janvier 1711).
- 15 avril : Giuseppe Bonno, compositeur autrichien (° 29 janvier 1711).
- 30 avril : Jean-Baptiste de Cupis de Camargo, violoniste et compositeur belge (° 23 novembre 1711).
- 2 juin : Giovanni Battista Lampugnani, compositeur et claveciniste italien (° vers 1708).
- 26 juin : Johann Christoph Vogel, compositeur allemand (° 18 mars 1756).
- 14 juillet : Johann Gottfried Müthel, compositeur, claveciniste et organiste allemand (° 17 janvier 1728).
- 2 octobre : Thomas Frieberth, compositeur et moine autrichien (° 13 mai 1731).
- 18 octobre : Jean-Guillain Cardon, violoniste et compositeur belge puis français (° 18 janvier 1732).
- 2 novembre : Johann Samuel Schroeter, pianiste et compositeur allemand (° 2 mars 1753).
- 14 décembre : Carl Philipp Emanuel Bach, compositeur allemand (° 8 mars 1714).